# Кападокия
 Тази статия е за историческата област.  За римската провинция вижте Кападокия (римска провинция).  
| координати       = 
Кападокия (на латински: Cappadocia; на гръцки: Καππαδοκία, на персийски Katpadukya – „Земя на красивите коне“) е историческа област в Централен Анадол. В Древността се намира по поречието на река Халис (дн. Казълърмак) – между страните Понт, Армения, Киликия, Галатия и Фригия. Географските елементи включват драматични образувания от меки вулканични скали, оформени като кули, конуси, долини и пещери. В скалите са издълбани храмове и цели тунелни комплекси, датиращи от византийско и ислямско време.

## История
Кападокия възниква като персийска сатрапия, при управлението на Ахменидите. Завладяна е от Александър Велики в похода му срещу Персийската империя, а след смъртта му – през Елинистичната епоха – онази част от Кападокия, която остава относително независима се управлява предимно от слаби монарси, попадащи лесно под влиянието и контрола на съседите си (особено след Първата Митридатова война). Главният град Мазака, по-късно е преименуван на Цезарея (Кесария Каподокийска, сега – Кайсери), се е намира в полите на планината Аргей (Ерджиас). Южна Кападокия е управлявана в този период, като сатрапия на Селевкидите. 
С времето цялата територия на Кападокия попада под контрола на Древен Рим, но временно запазва статута си на съюзна държава, докато през 18 г. клиентният на Рим владетел на Кападокия Архелай не е свален, след като е призован от император Тиберий и арестуван от него по подозрения в нелоялност; тогава Царство Кападокия е преобразувано в римска провинция със същото име. През 114 г. император Траян за кратко прехвърля Кападокия в състава на провинция Армения. Тя остава римска провинция до разделянето на единната Римската империя на Западна Римска империя и Източна Римска империя, след което е под властта на правителството в Константинопол. 
През IV век провинцията е в сферата на действие на Кападокийските отци (Василий Велики, Григорий Богослов и Григорий Нисийски), считани за първите, формулирали Християнския Символ на вярата.
Под властта на Византия територията е арена на противопоставянето й на поредица от различни противници, сред които Сасанидите, арабите и селждуците. След битката при Манцикерт (1071 г.) Кападокия е под властта на последните, впоследствие е оспорвана между тях, кръстоносците и византийците.
Накрая районът попада в Османската империя; след разпада и преобразуването й е част от Република Турция.

## Кападокия днес
В съвремието Кападокия е едно от основните места за туризъм в Турция, привличаща с красивата си природа, богата история и колоритност. 
Популярни са полетите с балони, които се провеждат при подходящи условия и привличат стотици туристи ежедневно.

## Галерия
- Туристически балони над Кападокия сутрин
- Монета на цар Архелай
- Еолични стълбове, пейзаж от Кападокия
- Скален храм, долината Ъхлара